# Brigitte Bardot (cançó)
Brigitte Bardot, (també coneguda com Brigitte Bardot-Bardot), és una marchinha de carnaval del 1960 del compositor i periodista brasiler Miguel Gustavo, escrita pel mateix Gustavo i popularitzada per Jorge Veiga; porta el nom de l'actriu francesa Brigitte Bardot.
L'any 1978, el trio belga Two Man Sound va popularitzar el famós medley Disco Samba.